# شان اسکات
شان اسکات (انگلیسی: Shaun Scott؛ زادهٔ ۱۹۵۴ میلادی) بازیگر اهل بریتانیا است.
از فیلم‌ها یا مجموعه‌های تلویزیونی که وی در آن‌ها نقش داشته‌است، می‌توان به پوآرو و خیابان هانوور اشاره نمود.